# Pharoszi világítótorony

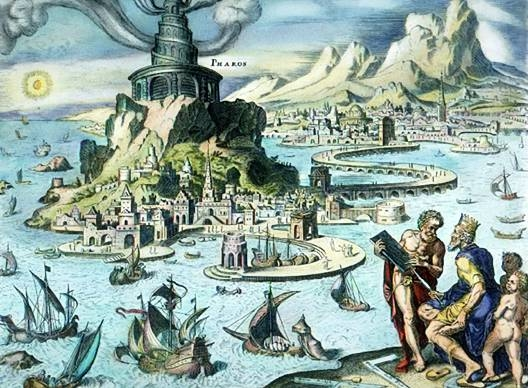
A pharoszi világítótorony. Martin Heemskerck színezett metszete

A pharoszi vagy alexandriai világítótornyot (gyakran magyarosítva fároszi világítótorony) az i. e. 3. században építtette I. Ptolemaiosz egyiptomi fáraó fővárosában, Alexandriában, Pharosz (ὁgörög: Φάρος Ἀλεξανδρινóς) szigetén mint a kikötőt jelző szimbólumot. Csak később alakították világítótoronnyá.
Magasságát nehéz megbecsülni, de biztos, hogy 100 méter fölé nyúlt; elképzelhető, hogy a 130 métert is elérte, ezzel a gízai nagy piramis és a Hafré-piramis után a világ harmadik legmagasabb épülete volt a korban. Szidóni Antipatrosz először még nem akarta a világ csodái közé sorolni, de másfél évvel a megépítése után végül hetedikként felvette a listára.

## Története
Az alexandriai partszakasz veszélyesnek bizonyult a zátonyokkal teli partszakasz miatt, így szükségessé vált valamilyen jelzőrendszer építése.
Kr. e. 290 körül I. Ptolemaiosz Szótér kezdte el a világítótorony építését, majd fia, II. Ptolemaiosz Philadelphosz fejezte be.
A világítótorony terveit Szósztratosz, (Σώστρατος Κνίδιος) Euklidesz kortársa rajzolta meg. A legenda szerint Ptolemaiosz megtiltotta Szosztratosznak, hogy megemlítse saját nevét az építményen. De az építész a következő feliratot helyezte el a talapzaton: „Szosztratosz, Dexiphanesz fia a Cnidiai, felajánlom ezt az alkotást a Hajózó Isteneknek és azoknak, akik behajózzák a tengereket”. Ez így nézett ki görögül:
ΣΟΣΤΡΑΤΟΣ ΔΕΞΙΦΑΝΟΥ ΚΝΙΔΙΟΣ ΘΕΟΙΣ ΣΩΤΕΡΣΙΝ ΥΠΕΡ ΤΩΝ ΠΛΩΙΖΟΜΕΝΩΝ

## Leírása

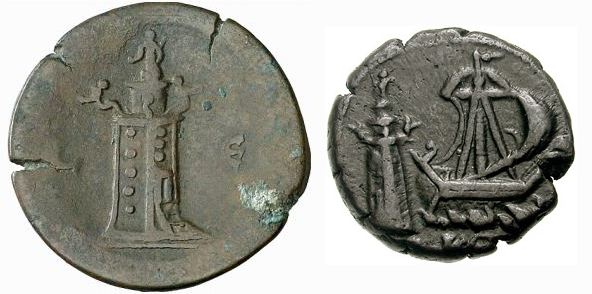
A világítótorony ábrázolása ókori érméken

Hatalmas kőtömbökből épült és három részre lehetett tagolni: az első a talapzat, egy négyzet alaprajzú emelet, amely 55,9 m magas volt, a belsejében egy hengerszerű üreggel. Ezt egyfajta „liftaknaként” használták, amelyben a tűzhöz szükséges anyagokat juttatták a torony tetejére. A középső egy nyolcszögalapú szint, mely majd 30 m magas volt. A harmadik szint pedig, amelynek alakja egy körhöz hasonlatos, 7 m magas volt, nagy tükrök voltak benne, amelyek tükröződését több mint 50 km-ről észre lehetett venni. Éjjel tűz jelezte a hajósoknak az utat.
A torony tetején egy szobor állt. A szobor kilétét illetőleg több vita is van a történészek között: egyesek szerint Poszeidónt, a tengerek istenét ábrázolta, mások szerint Zeuszt, a főistent.
A torony fontosságát az ókorban jelzi az is, hogy a képe szerepelt a római pénzérméken, ahogyan manapság is szokás a forgalomban levő bankjegyeket, érméket híres épületekkel, személyek arcképével díszíteni.

## Pusztulása
956-ban egy földrengés kisebb károkat okozott a toronyban, majd 1303-ban és 1323-ban két nagyobb földrengés komoly pusztítást végzett az épület szerkezetében. 1480-ban az egyiptomi mameluk szultán, Káitbej erődöt építtetett a világítótorony helyére, a torony köveit és márványait is felhasználva.
A világítótoronyról a legtöbb információt egy arab utazó, Abou-Haggag Al-Andaloussi hagyta az utókorra, segítséget nyújtva a modern régészeknek az épület rekonstrukciójában.